# Земеделски каси
Земеделските каси са втората по значимост (след Българска народна банка) кредитно-спестовна институция в България през първия четвърт век след Освобождението от османско владичество.
Заработват от септември 1879 година като наследници на общополезните каси от османско време със същото основно предназначение – поддръжка на дребните селски стопани и ликвидиране на лихварството. Вследствие от Руско-турската освободителна война по-голямата част от средствата на общополезните каси са разграбени или несъбираеми. Още от началото на дейността си земеделските каси в Княжество България се ползват с кредит от БНБ, която влага в тях между 10 и 30 % от активите си през 80-те години на XIX век. Съгласно устава, одобрен през юли 1878 от временните руски власти, другите основни източници на средства са частните вноски в пари и в натура. Към 1895 броят на влоговете достига 10 000, а размерът им – към 9 милиона лева. По това време, съгласно закон от края на 1894 година, в касите започват да постъпват отчисления от поземления данък, въведен при управлението на Народната партия, а управлението им е пряко подчинено на Министерството на земеделието и търговията. Освен с лични и ипотечни заеми, земеделските каси се занимават с текущи сметки на земеделските кооперации, финансират общини за закупуване на добитък и строеж на стопански сгради, вършат операции на БНБ в селища, където банката няма клонове. Въпреки относително ниската лихва, която предлагат (9 %), те не успяват да се справят с лихварството и натрупват значителни просрочия на задълженията си към централната банка. Това налага на правителството на Константин Стоилов да вземе през 1896 година така наречения „Земеделски заем“ от френски и австрийски банки, решил отчасти двата проблема. През 1903 капиталът на земеделските каси достига 47 милиона лева. В края на същата година, при Втория стамболовистки режим, те са окончателно одържавени и преустроени в Българска земеделска банка.